# 津山信用金庫
津山信用金庫（つやましんようきんこ）は、岡山県津山市に本店を置く信用金庫（信金）。津山市内と近隣市町に14店舗を展開している。

## 沿革
- 1927年（昭和2年）5月：有限責任津山相愛信用組合として設立。
- 1929年（昭和4年）9月：津山市信用組合と改称。
- 1943年（昭和18年）7月：市街地信用組合法により改組。
- 1950年（昭和25年）4月：中小企業等協同組合法により改組。津山信用組合と改称。
- 1951年（昭和26年）10月：信用金庫に転換・改組。
- 2010年（平成22年）10月：8月に発覚した元支店長による着服・流用事件をめぐり、中国財務局から業務改善命令を受ける（後述）[3][4]。
- 2017年（平成29年）5月：大阪信用金庫と特産品などの情報交換に関する連携協定を締結[5]。
- 2020年（令和2年）
  - 4月：東京東信用金庫と地域活性化を見据えた包括連携協定を締結[6]。
  - 10月27日：地域商社津山エリア「株式会社 曲辰（かねたつ）」設立[7]。
- 2022年（令和4年）1月24日：磁気の影響を受けにくいHi-Co通帳の取り扱いを開始（非対応の信用金庫ATMを除く）[8]。
- 2024年（令和6年）7月16日：中小事業者の承継支援で津山商工会議所と連携協定を締結[9]。

## 事業区域
- 岡山県全域

## ATMについて
おかやまATMネットサービスに加盟している岡山県内各金融機関（★に掲げられた県内の6信金）、中国銀行、トマト銀行、笠岡信用組合）のキャッシュカード、及び県外の信用金庫（しんきんATMゼロネットサービス）のキャッシュカードについては自信金扱いとなる。
★:おかやま信用金庫、水島信用金庫、玉島信用金庫、備北信用金庫、吉備信用金庫、備前日生信用金庫

## オリジナルキャラクター
「つっしー」「つっしーな」という当金庫オリジナルキャラクターが設定されている。

## 不祥事
- 2001年（平成13年）4月3日、津山信金は元常務理事Aを解任した。Aは1994年（平成6年）ごろから2000年（平成12年）ごろにかけて、Aの親族の名前と印鑑を使って約束手形を作り津山信金から約3740万円の不正融資を受けた。このほか理事枠を使った不正借り入れや、取引関係者からの個人的借り入れ、顧客の預金約2900万円の使い込みも発覚した[10]。11月27日に津山信金はAを津山警察署に告訴[11]。Aは2003年1月14日に業務上横領の疑いで逮捕され[12]、2月4日に詐欺容疑で再逮捕された[13]。7月22日、岡山地方裁判所津山支部で元常務理事に懲役3年の判決が言い渡された[14]。
- 2010年（平成22年）8月6日、高野支店の元支店長Bと前支店長C（当時）が計5億1500万円に上る業務上横領を繰り返し、1億3486万円の実損が出ていると発表した[15]。2012年（平成24年）6月21日、BとCは背任と電子計算機使用詐欺の疑いで逮捕され[16]、7月11日にBは背任と詐欺の疑いで、Cは背任と業務上横領、電子計算機使用詐欺の疑いで再逮捕された[17]。1審岡山地裁ではBに懲役3年[18]、Cに懲役2年10か月の判決が言い渡された[19]。2013年（平成25年）6月に広島高裁岡山支部で開かれた控訴審では、Bに懲役2年[20]、Cに懲役2年6か月の判決が言い渡された[21]。この事件について法令順守等の取り組みが不十分だとして、中国財務局は2012年10月22日、津山信金に業務改善命令を発令した[3][4]。
- 2011年（平成23年）6月10日、落合支店の前支店長Dと前支店次長E（いずれも当時）が2008年（平成20年）から2010年（平成22年）11月の間に計24回、計4億4000万円を横領したと発表した。経営が悪化していた取引先企業の口座に別の顧客の預金を流用して入金していた。そのほか取引先への不正融資13件、迂回融資5件なども繰り返していた[22]。2012年（平成24年）11月13日、岡山県警はDを電子計算機使用詐欺の疑いで逮捕した[23]。翌年6月3日、岡山地裁でDに懲役2年6か月・執行猶予4年の判決が言い渡された[24]。
- 2011年（平成23年）6月10日、当時の理事長ら役員3人が不適正融資を行ったと発表した。理事長らはは特定の取引先に融通手形の割引を繰り返し行っていた。不適正融資の残高は発表当時で2億380万円だった[22]。
- 2012年（平成24年）3月30日、前理事長や前理事（いずれも当時）が関与する7億6210万円の不適切な融資が新たに見つかったと発表した。2011年（平成23年）の不適正融資とは別の融資で、過剰な債務がある取引先に1億5730万円、前理事長と私的な関係にあった取引先に6480万円を融資していた。また落合支店での横領に関連し、債権保全措置を怠って不適切融資になったものなどが計5億4000万円あった[25]。